# Kendrick (Idaho)
Kendrick es una ciudad ubicada en el condado de Latah en el estado estadounidense de Idaho. En el año 2010 tenía una población de 303 habitantes y una densidad poblacional de 303 personas por km².

## Geografía
Kendrick se encuentra ubicado en las coordenadas 46°36′52″N 116°39′1″O / 46.61444, -116.65028. Según la Oficina del Censo, la localidad tiene un área total de 1 km² (0,4 mi²), de la cual 1 km² (0,4 mi²) es tierra y 0 km² (0 mi²) (0.0%) es agua.

## Demografía
En el 2000 la renta per cápita promedia del hogar era de $31,000, y el ingreso promedio para una familia era de $42,000. En 2000 los hombres tenían un ingreso per cápita de $33,611 contra $20,568 para las mujeres. El ingreso per cápita para la localidad era de $14,706. Alrededor del 11.8% de la población estaba bajo el umbral de pobreza nacional.